# Crémant
Un crémant es un vino espumoso suave francés obtenido por el método tradicional en una zona geográfica de una denominación de origen particular. Existen así crémants de Loira, de Borgoña, de Burdeos y de Alsacia. La producción de cada uno de ellos debe respetar el cahier des charges (pliego de condiciones aprobado por decreto del INAO) propio de cada región.

## Los diferentes crémants franceses

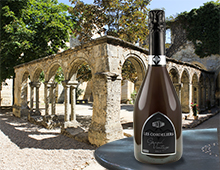
Crémant de Bordeaux Blanc Brut

La producción de crémants AOC franceses se reparte entre:
- Alsacia (Alsace, 49% del mercado en 2006): AOC Crémant d'Alsace
- Borgoña (Bourgogne, 20%)
- Loira (Loire, 18%)
- Limoux (6%)
- Jura (5%)
- Burdeos (Bordeaux, 2%)